# Vivaldo Coaracy
Vivaldo Coaracy (Rio de Janeiro, 25 de novembro de 1882 — Rio de Janeiro, 13 de junho de 1967) foi um engenheiro, jornalista e escritor brasileiro.
Filho de José Alves Visconti Coaracy e de Corinna Alberta de Vivaldi Coaracy, perdeu ambos os pais em 1892 quando tinha apenas dez anos. Foi então matriculado no Seminário São José e depois passou ao Internato do Ginásio Nacional, nome que então tinha o atual Colégio Pedro II, e depois para a Escola Militar, da qual foi expulso por ocasião da revolta da Praia Vermelha promovida por Lauro Sodré.
Iniciou carreira na imprensa, entrando para a redação da Cidade do Rio, jornal de José do Patrocínio.
Mudou-se para o Rio Grande do Sul, mas continuou na imprensa, trabalhando em jornais de Porto Alegre.
Concluiu em 1911 o curso de engenheiro mecânico-eletricista na Escola de Engenharia de Porto Alegre, passando dois anos nos Estados Unidos da América, onde nascera sua mãe, em especialização. Lecionou depois na mesma Escola de Engenharia e foi posteriormente diretor de seu Instituto de Eletrotécnica.
Abandonou tal profissão em 1926 e voltou ao jornalismo, ingressando no jornal O Estado de S. Paulo. 
Exilando-se em Portugal por ter tomado parte na Revolução Constitucionalista de 1932,  escreveu em Lisboa "A Sala da Capela". Regressando do exílio, nomeado diretor da sucursal do jornal no Rio de Janeiro, afastou-se do cargo em 1941, quando o jornal foi confiscado pelo então interventor em São Paulo. Colaborou no Jornal do Comércio do Rio de Janeiro - em 1942, mesmo ano em que Getúlio Vargas definiu a posição do Brasil em relação à 2a Guerra Mundial, Coaracy publicou pelo Jornal do Comércio uma série de artigos intitulada "O Perigo Japonês", publicado no mesmo ano pela editora José Olympio. Nestes artigos, defendia a proibição da entrada de imigrantes japoneses no Brasil atacando-os através de aspectos físicos, morais e culturais. 
Foi colaborador também na Folha da Manhã, de São Paulo. Em 1945, recolheu-se à ilha de Paquetá, onde passou a viver até sua morte em 1967. 

## Obra
- O Perigo Japonês (artigos, editora José Olympio)
- A Rampa (romance)
- Frida Meyer (romance)
- Problemas Nacionais
- O Rio de Janeiro no século 17
- Memórias da cidade do Rio de Janeiro
- Todos contam sua vida
- Paquetá (Imagens de ontem e de hoje)
- O Caso de São Paulo (romance, publicado pela Liga de Defesa Paulista, 1931)